# Ultimate Band
Ultimate Band é um jogo musical de vídeo game para o Nintendo DS e Wii. O jogo foi desenvolvido pela Fall Line Studios, e publicado pela Disney Interactive Studios.

## Jogabilidade
Ultimate Band permite ao jogador tocar guitarra, bateria, baixo ou ser o vocalista feminino ou masculino da banda (porém, não existe suporte aos vocais). A versão do Wii é composta por uma banda de rock que começa sua carreira, na qual o jogador deve prosseguir desenvolvendo a sua carreira, com costumização de personagens, desbloqueio de músicas e acessórios.
O jogo não utiliza nenhum acessório extra, utilizando apenas o Wii Remote e Nunchuk no Wii e a tela sensível ao toque e a caneta stylus na versão do Nintendo DS. Por exemplo, para tocar notas musicais na versão do Wii o jogador deve pressionar combinações de botões do Nunchuk enquanto balança o Wii Remote.  A versão do DS, baseada no código de Hannah Montana: Music Jam, disponibiliza aos jogadores criar e gravar músicas, e ter maior opções de costumização.
Ultimate Band disponibiliza suporte a comunidade Online DGamer. O jogo ainda disponibiliza conexão do Wii com o DS, no qual os jogadores poderão controlar os efeitos de luzes durante o jogo utilizando a tela sensível ao toque do DS enquanto as bandas tocam no Wii.

## Trilha sonora
A versão do Wii possui mais de 30 músicas. A versão do DS contém 15 músicas, 10 que também são disponibilizadas na versão do Wii e 5 exclusivas para o DS.
Todas as versões das músicas serão cover, para que a música se encaixe com o jogo, e para adaptar para vocais tanto masculinos como femininos.
As músicas na versão do Wii incluem:
- "Whip It" por Devo[1]
- "My Generation" por The Who[2]
- "Fell in Love with a Girl" por The White Stripes[2]
- "Our Time Now" by Plain White T's[3]
- "Steady, As She Goes" por The Raconteurs[1]
- "All Day and All of the Night" por The Kinks[4]
- "Crushcrushcrush" por Paramore[4]
- "Hold On" por Jonas Brothers[4][5]
- "Hanging On The Telephone" por Blondie[4]
- "Beverly Hills" por Weezer[4]
- "I Want You to Want Me" por Cheap Trick[4]
- "Just What I Needed" por The Cars[4]
- "Debaser" por Pixies[4]
- "Anna Molly" por Incubus[4]
- "Club Foot" por Kasabian[4]
- "Move Along" por The All-American Rejects[4]
- "Stumble and Fall" por Razorlight[4]